# Alfred von Waldenburg
Alfred von Waldenburg, född den 17 december 1847 i Berlin, död den 19 april 1915, var en tysk målare.
von Waldenburg blev 1866 soldat och kvarstod som officer i aktiv tjänst till 1873. Han fick 1872 tillfälle att komma till München, där han började idka konststudier, och flyttade sedan till Karlsruhe, där han i tre år var lärjunge till Gude. Han tillbragte därefter någon tid i Schlesien och Nice samt slog sig ned i Düsseldorf 1879. För övrigt har han gjort studieresor i Bayern, Italien, Schweiz, Tyrolen och södra Frankrike, och av hans studier från dessa resor nämns som frukter många vackra landskap, som Kapell i Amden vid Walensee (i Karlsruhes Kunsthalle), Zillerthal (i Strassburgs galleri i Strasbourg), Pegli nära Genua, Varenna vid Comosjön och Vägen till Villa franca.